# Amfora

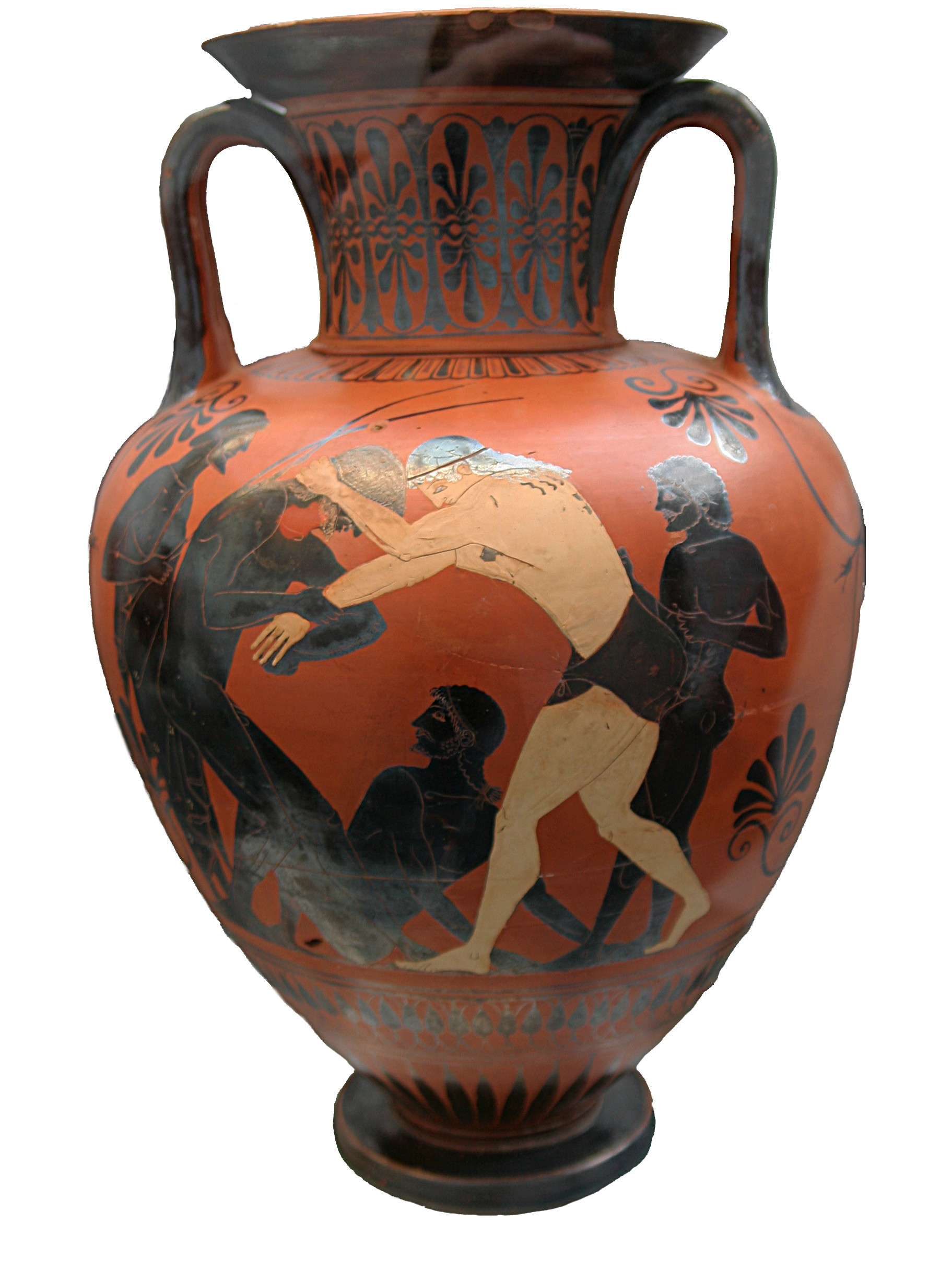
Řecká amfora s vyobrazením zápasníků

Amfora je druh starověké keramické nádoby, obvykle se dvěma úchyty a podlouhlým hrdlem, užším než zbytek nádoby.

## Etymologie
Slovo pochází z latinského výrazu amphora. Bylo odvozeno z řeckých výrazů amforeas (Αμφορέας) nebo amfiforeas, které jsou složeny ze slov amfi- („na obou stranách, kolem“) a foreas („nosič“, pochází ze slovesa ferein, „nést“).

## Historie
Amfory se poprvé objevily na libanonsko-syrském pobřeží okolo 15. století př. n. l., poté se rozšířily po celém antickém světě a byly používány starověkými Řeky a Římany jako nejdůležitější pomůcka pro uchovávání a přenášení hroznového vína, olivového oleje, zrní, ryb a dalšího zboží. Od doby starého Řecka se vyráběly v průmyslovém měřítku a ve Středomoří se používaly až do 7. století, kdy je začaly nejspíše nahrazovat dřevěné a kožené nádoby.

### Archeologie
Velice užitečné jsou pro podmořské archeology, kteří díky amforám nalezeným ve vraku lodi dovedou stanovit stáří vraku a zeměpisný původ nákladu. Někdy se dochovají v tak dobrém stavu, že je v nich stále přítomen původní obsah, což může být neocenitelným zdrojem informací o stravovacích návycích a obchodu středomořských národů.

## Druhy

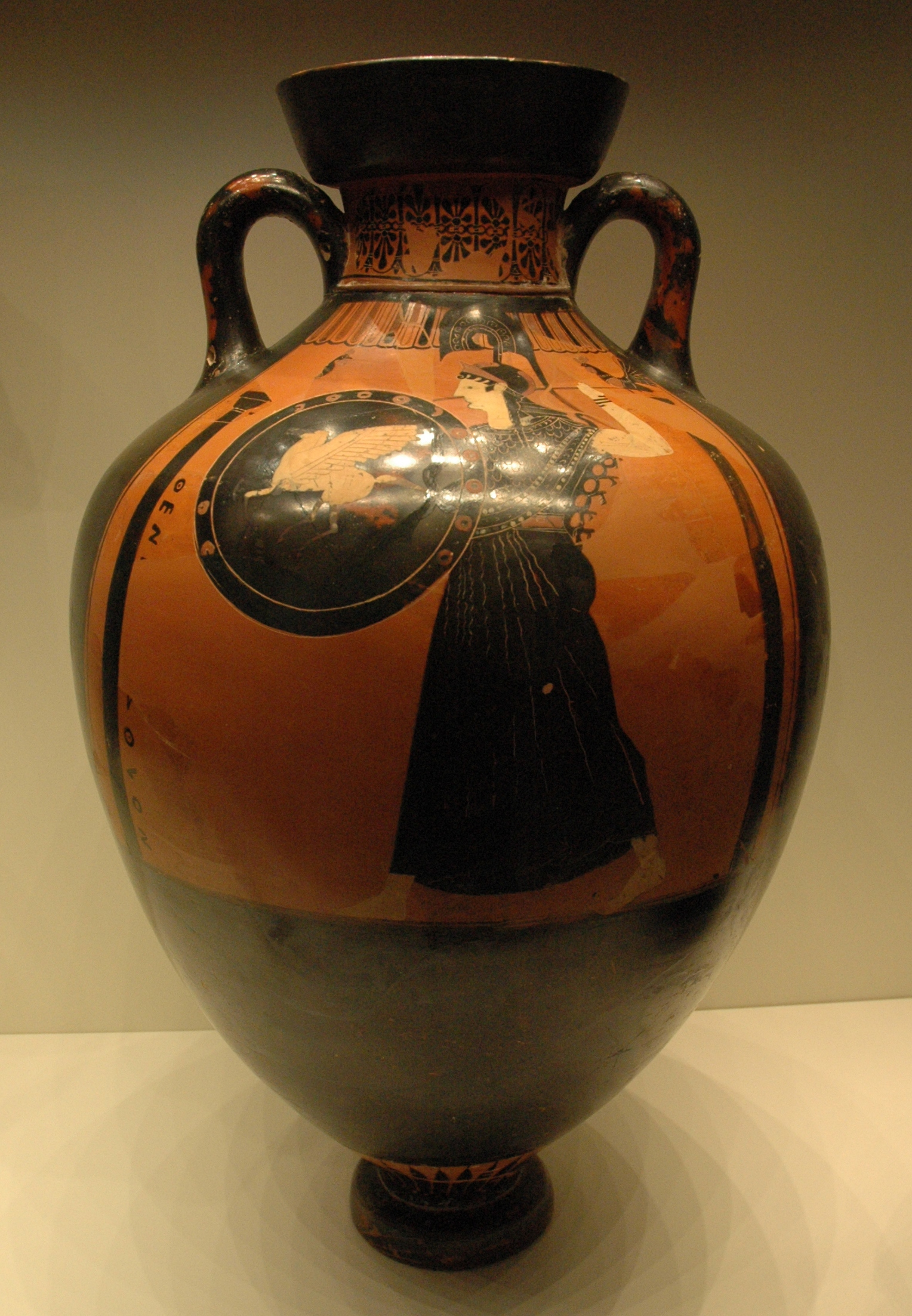
Panathénajská amfora s bohyní Athénou - malíř Kleofradés, 490 př. n. l. - 480 př. n. l.

Existovaly dva základní druhy amfor:
- kulovitá amfora, jejíž hrdlo svírá s tělem amfory ostrý úhel, a
- celistvá amfora, u které je přechod mezi hrdlem a tělem tvořen spojitou křivkou.

V raných dobách starověkého Řecka byly běžně používány kulovité amfory, později (asi od 7. století př. n. l.) je však nahradily amfory celistvé. Většinou byly vyráběny se špičatou patou, aby mohly být uchovávány ve svislé poloze, lehce zabořené do písku nebo měkké půdy.
Výška amfory se velmi různila. Největší amfory dosahovaly až 1,5 m, zatímco jiné měřily sotva 30 cm – nejmenší amfory se nazývaly amphoriskoi (doslova „malé amfory“). Většina amfor měřila kolem 45 cm. U některých variant amfor došlo do značné míry ke standardizaci – například vinná amfora pojala obvykle 39 litrů. Dohromady bylo rozpoznáno okolo 66 různých druhů amfor. Některé amfory také sloužily jako dutá míra o objemu 26,2 litru.

## Použití
Pro nejrůznější společenské a obřadní účely byly vyráběny velmi kvalitní malované amfory. Svým vzhledem se výrazně liší od praktičtějších amfor: pyšní se velkým otvorem, prstencovým spodkem, leštěným povrchem a ozdobami ve formě lidských postav nebo geometrických tvarů.
Některé takové amfory byly používány při pohřbívání zemřelých, nebo jako ceny pro vítěze při různých kláních. Nejznámějším příkladem jsou tzv. panathénajské amfory udělované vítězům panathénajských her, konaných každoročně v Athénách na počest bohyně Athény, patronky města. Tyto nádoby byl naplňovány olejem lisovaným z posvátných oliv. Byly vyráběny po celou dobu existence her, v černofigurovém stylu s červeným pozadím. Na přední straně nesly postavu bohyně Athény po jejíchž stranách stály dva sloupy s kohoutem. To vše bylo doplněno nápisem „Z athénských závodů“. Na zadní scéně byla zobrazena scéna ze závodu, v němž podarovaný závodník zvítězil, doplněná datem konání.